# 藤岡太郎
藤岡 太郎（ふじおか たろう、1964年4月13日 - 2012年3月17日）は、日本の俳優、元お笑い芸人。

## 経歴
1985年劇団夢の遊眠社に入団、同じく団員であった山田尚（現・やまだひさし）と出会い、お笑いコンビ「山田太郎」を結成した。1987年12月劇団を退団後、プロダクション人力舎に入所。コンビ名を「東風（とんぷう）」に改名。当時、同じ事務所の大竹まこと率いるシティボーイズライブにも出演した。その後お笑いコンビを解散し、俳優として作品に出演していた。
2012年3月16日午後11時50分、東京都豊島区内の路上で、バイト先であった電話代行会社の同僚と喧嘩になり、腹などを殴られるなどの暴行を受け、病院に搬送されたが、翌17日午前6時55分に死亡が確認された。47歳没。

## 公表プロフィール
- 出身地：福岡県福岡市
- 身長：173cm
- 体重：65kg
- 靴サイズ：26.0cm
- 血液型：O型
- 趣味：作詞・作曲
- 特技：馬術（国体出場）

## 受賞
- NHK新人演劇大賞の受賞。

## 出演

### 劇場中継
- NHKスタジオ演劇「蕎麦屋の噺」（作：福島三郎、2003年4月、2003/07/13放送、NHK教育） - サラリーマン 役

### テレビドラマ
- 婚外恋愛（2002年、テレビ朝日）
- だめんず・うぉ〜か〜（2002年、日本テレビ）
- 整形美人。 第1話（2002年、フジテレビ）
- 中居正広の金曜日のスマたちへ「MEGUMI」（2002年、TBSテレビ） - 金スマ内放送の奥菜恵主演の短編ドラマ。
- 迷路の歩き方（2002/11/23、NHK BShi）
- NHKドラマDモード『はっぴぃ・ウェディング』（2001年3月、NHK総合）
- 火曜サスペンス劇場「死刑囚の妹」（2000年、日本テレビ）
- 特捜ロボ ジャンパーソン（テレビ朝日）
- NIGHT HEAD（1992年10月、 -フジテレビ）
- 上品ドライバー（フジテレビ）
- 世にも奇妙な物語第2シリーズ「シンデレラ」（1991年、フジテレビ）
- 野望の女（1992年12月14日、テレビ朝日）
- 熱帯夜アカデミー「Misty Blue」（テレビ朝日）
- 新・夜逃げ屋本舗 第四話（日本テレビ） - ソープ受付 役
- 京都地検の女 木曜ミステリー（テレビ朝日） - 安原進 役
- 徳川風雲録 八代将軍吉宗第二部（2008年、テレビ東京）
- 狩矢警部シリーズ4 京都阿修羅王殺人事件（2008年4月14日、TBS） - 久本 役
- その男、副署長京都河原町署事件ファイルSeason2（2008年、テレビ朝日）
- 東京駅お忘れ物預り所第二シリーズ寝台特急サンライズ瀬戸〜暁の殺人トリック!!（2008年10月、テレビ朝日）
- 終着駅の牛尾刑事VS事件記者・冴子 森村誠一の致死海流（2008年12月、テレビ朝日）
- メイド刑事（2009年、テレビ朝日） - メイド喫茶店長 役
- フジテレビ開局50周年特別企画「わが家の歴史」第一夜（2010年4月9日、フジテレビ）
- まっつぐ〜鎌倉河岸捕物控〜 第12話（2010年8月7日、NHK） - 番頭 役
- 天使の代理人 Episode1（2010年9月、東海テレビ） - 事務長 役
- 外科医 鳩村周五郎 第9作 （2012年3月16日） - 警察官 役
- 警視庁捜査一課長〜ヒラから成り上がった最強の刑事!1 主婦たちの4億円強奪トリック…（2012年7月14日、テレビ朝日） - 佐久間友和 役

### 時代劇
- 遠山の金さん
- 銭形平次
- 伊達政宗
- 子連れ狼2 第一話（2003年7月、テレビ朝日） - 織部右近 役
- 忠臣蔵（2004年10月18日、テレビ朝日）

### Vシネマ
- バースデー
- 東方見聞録
- クレイジー・コップ
- 湾岸バッド・ボーイ・ブルー
- サラ忍マン
- 女が一番

### 映画
- 新・極道の妻たちー惚れたら地獄ー
- ボクが病気になった理由 第三話（1990年） - 救急隊員 役（やまだひさしと共に出演）
- ブランク
- GO（2001年）
- わたしのグランパ（2003年）
- BORDER LINE（監督：李相日、2002年）
- 爆撃機の眼（監督：八坂俊行、2003年） - 守山 役
- ジーナ・K（監督：藤江儀全、2005年）

### 舞台
- 旧態依然（新宿ビプランシアター） - 東風ライブ
- 6F（東京FMホール） - シティボーイズライブ
- 8WED（ハチウエ） - 東風ライブ
- シティボーイズ教室…（二子玉川園アレーナホール） - シティボーイズライブ
- ゴム脳市場（グローブ座） - シティボーイズライブ
- 楽屋物語2（銀座みゆき座）

### コマーシャル・メッセージ
- マルハ『イワシ缶・ホタテ缶』
- 積和不動産『鍵篇』
- 龍角散『クララシリーズ』
- ヤンマー
- ユニマット